# Pine River (vattendrag i Australien, Queensland, lat -12,48, long 141,75)
Pine River är ett vattendrag i Australien. Det ligger i delstaten Queensland, omkring 2 000 kilometer nordväst om delstatshuvudstaden Brisbane.
Trakten runt Pine River är nära nog obefolkad, med mindre än två invånare per kvadratkilometer. Savannklimat råder i trakten. Genomsnittlig årsnederbörd är 2 106 millimeter. Den regnigaste månaden är januari, med i genomsnitt 658 mm nederbörd, och den torraste är september, med 1 mm nederbörd.